# راسلمينيا باكلاش (2022)
راسلمينيا باكلاش (بالإنجليزية: WrestleMania Backlash)‏ هو عرض مصارعة محترفة من فئة الدفع مقابل المشاهدة وهو العرض السابع عشر من سلسلة عروض باكلاش. سيعرض في 8 مايو 2022 في بروفيدنس.

## وصلات خارجية
- الموقع الرسمي